# Annie Girardot
Annie Girardot (París, 25 de octubre de 1931-ib., 28 de febrero de 2011) fue una reconocida actriz francesa de teatro, cine y televisión. Se destacó por interpretar a mujeres de voluntad fuerte, valientes y trabajadoras.
En el transcurso de una carrera de cinco décadas, protagonizó casi 150 películas. Fue tres veces ganadora del Premio César (1977, 1996, 2002), dos veces ganadora del Premio Molière (2002), ganadora del Premio David di Donatello (1977), nominada al BAFTA (1962) y ganadora de varios premios internacionales como la Copa Volpi (Mejor actriz) en el Festival de Cine de Venecia de 1965 por Three Rooms en Manhattan .

## Biografía

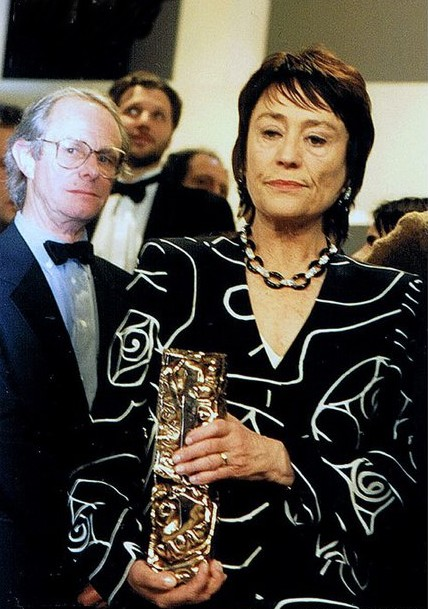
Annie Girardot en los Premios César de 1996.

Actriz de teatro, televisión y cine de larga carrera y multipremiada —ganó tres veces el Premio César y dos veces el Premio Molière—, se consagró en 1960 como Nadia en Rocco y sus hermanos, de Luchino Visconti, que también la dirigió en teatro junto a Jean Marais en la pieza de William Gibson Two for the Seesaw.
Trabajó con directores como Claude Lelouch, Mario Monicelli, Marco Ferreri, Luigi Comencini, Édouard Molinaro, Bertrand Blier y Michael Haneke y junto a actores como Yves Montand, Jean Paul Belmondo, Alain Delon y Michel Piccoli.
Entre 1953 y 2002 trabajó en teatro, en la Comédie-Française en piezas de Molière, Jean Cocteau (que la llamó «la mejor actriz de posguerra»), Jacques Deval, Marivaux, Arthur Miller,  William Shakespeare y otros dirigida por Roger Planchon y Jorge Lavelli entre otros.
Entre 1962 y 1965 estuvo casada con el actor Renato Salvatori con quien tuvo su hija Giulia (Roma, 1962). Entre 1980 y 1993, vivió con Bob Decout, un músico de rock.
Murió en 2011, después de una larga batalla contra el mal de Alzheimer, enfermedad de la que hizo una película, Ainsi va la vie, en 2008. Había publicado su autobiografía en 1989, Vivre d'aimer.

## Filmografía
- 1956: Treize a table de André Hunebelle.
  - L'homme aux clés d'or (El hombre de las llaves de oro) de Léo Joannon.
  - Reproduction interdite de Gilles Grangier.
- 1957: Le desert de Pigalle (El desierto de Pigalle) de Léo Joannon.
  - Le rouge est mis de Gilles Grangier.
  - L'amour est en jeu de Marc Allègret.
- 1958: Maigret tend un piège (El comisario Maigret) de Jean Delannoy.
- 1959 La corde raide de Jean-Charles Dudrumet.
- 1960:
  - Rocco e i suoi fratelli (Rocco y sus hermanos) de Luchino Visconti, con Alain Delon.
  - La proie sur l´ombre de Alexandre Astruc.
  - Recours en grâce de László Benedek.
  - La française et l'amour episodio de Christian Jaque.
- 1961:
  - Le crime ne paie pas (El crimen se paga) de Gérard Oury.
  - Le rendez-vous de Jean Delannoy.
  - Les amours célébres de Michel Boisrond.
  - Smog de Franco Rossi.
- 1962: 
  - Le vice et la vertu de Roger Vadim.
  - Il giorno più corto de Sergio Corbucci.
- 1963: Los compañeros de Mario Monicelli.
- 1964: L'autre femme de François Villiers
  - Un monsieur de compagnie de Philippe de Broca
  - Déclic et des claques de Philippe Clair
  - La bella famiglia de Ugo Gregoretti
  - La ragazza in prestito de Alfredo Gianetti
- 1965: Trois chambres à Manhattan (Tres habitaciones en Manhattan) de Marcel Carné.
  - Una voglia da morire de Duccio Tessari
  - Guerre secrète de Christian Jaque, Werner Klinger, Carlo Lizzani y Terence Young
- 1966: Le streghe episodio de Luchino Visconti
- 1967: Vivre pour vivre (Vivir para vivir) de Claude Lelouch.
- 1968: Erotissimo de Gérard Pirès.
  - La bande à Bonnot de Philippe Fourastié
  - Dillinger è morto (Dillinger ha muerto) de Marco Ferreri
  - Metti una sera a cena de Giuseppe Patroni Griffi
  - La vie, l'amour, la mort de Claude Lelouch
- 1969: Elle boit pas, elle fume pas, elle drague pas mais elle cause! de Michel Audiard.
  - Storia di una donna de Leonardo Bercovici
  - Erotissimo de Gerard Pires
  - Un homme qui me plait de Claude Lelouch
  - Il seme dell'uomo de Marco Ferreri
  - Clair de terre de Guy Gilles
- 1970: Les novices de Guy Casaril
- 1971:
  - Mourir d'aimer (Morir de amor) de André Cayatte.
  - La vieille fille (La solterona) de Jean-Pierre Blanc, con Philippe Noiret.
- 1972:
  - La Mandarine, de Édouard Molinaro, con Annie Girardot y Philippe Noiret.
  - Amor en rebeldía de Serge Korber, con Claude Jade.
  - Traitement de choc (Tratamiento de shock) de Alain Jessua, con Alain Delon.
  - Il n'y a pas de la fumée sans feu (No hay humo sin fuego) de André Cayatte.
- 1973:
  - Juliette et Juliette de Remo Forlani.
  - Elle cause plus, elle flingue de Michel Audiard.
- 1974: Mi exmujer, mi hija y yo de Claude Pinoteau.
- 1975:
  - La vida privada de una doctora de Jean-Louis Bertolucci.
  - Il sospetto de Francesco Maselli.
  - Llueve sobre Santiago de Helvio Soto.
  - Il faut vivre dangereusement de Claude Makowski.
  - Le gitan de José Giovanni.
  - D´amour et d´eau fraiche de Jean-Pierre Blanc.
- 1976:
  - A chacun son enfer (Cada cual con su infierno) de André Cayatte.
  - Cours après moi, que je t'atrappe (Corre, corre, que te pillo) de Robert Pouret
  - Jambon d'Ardenne de Benoît Lamy.
  - Le dernier baiser de Dolores Grassian.
- 1977: Tendre Poulet de Philippe de Broca, con Philippe Noiret.
  - Le point de mire de Jean-Claude Tramont.
  - La zizaine de Claude Zidi.
- 1978:
  - Háblame, que me gusta más de Edouard Molinaro.
  - La clé sur la porte de Yves Boisset
  - Vas-y maman de Nicole de Buron.
  - Votad al señor alcalde de Claude Zidi.
  - L'ingorgo de Luigi Comencini
- 1985: Mussolini y yo de Alberto Negrin.
- 1991: Merci la vie de Bertrand Blier.
- 1994: Los miserables de Claude Lelouch.
- 2001: La pianiste (La pianista / La profesora de piano) de Michael Haneke, con Isabelle Huppert.
- 2005: Caché de Michael Haneke, con Juliette Binoche y Daniel Auteuil.

## Teatro
- 1951 : La Reine Mère ou les Valois terribles, opéra-bouffe de Pierre Devaux, dirigida por Michel de Ré.
- 1954 : Les Boulingrin de Georges Courteline
- 1954 : La Tour Eiffel qui tue de Guillaume Hanoteau, dirigida por Michel de Ré.
- 1954 : Tartuffe ou l'Imposteur de Molière, dirigida por Georges Le Roy.
- 1954 : Les Amants magnifiques de Molière, dirigida por Jean Meyer.
- 1955 : L'Annonce faite à Marie de Paul Claudel, dirigida por Julien Bertheau.
- 1955 : Aux innocents les mains pleines de André Maurois, dirigida por Jacques Charon.
- 1955 : Le Jeu de l'amour et du hasard de Marivaux, dirigida por Maurice Escande.
- 1956 : L'Amour médecin de Molière, dirigida por Jean Meyer.
- 1956 : La Nuit des rois de William Shakespeare.
- 1956 : La Machine à écrire de Jean Cocteau, dirigida por Jean Meyer.[4]
- 1956 : Les Femmes savantes de Molière, dirigida por Jean Meyer.
- 1957 : Les Misérables de Paul Achard sobre la obra de Victor Hugo, dirigida por Jean Meyer.
- 1957 : Mademoiselle de Jacques Deval.
- 1957 : La Fausse Suivante de Marivaux.
- 1957 : Une femme trop honnête de Armand Salacrou.
- 1958 : Deux sur la balançoire de William Gibson, adaptación Louise de Vilmorin, dirigida por Luchino Visconti.
- 1958 : L'Impromptu de Barentin de André Maurois.
- 1960 : L'Idiote de Marcel Achard, dirigida por Jean Meyer.
- 1965 : Après la chute de Arthur Miller, dirigida por Luchino Visconti.
- 1965 : Le Jour de la tortue de Pietro Garinei y Sandro Giovannini.
- 1966 : Perséphone de  Igor Stravinsky.
- 1966 : Seule dans le noir de Frederick Knott, dirigida por Raymond Rouleau.
- 1975 : Madame Marguerite de Roberto Athayde, dirigida por Jorge Lavelli.
- 1982 : Revue et corrigée de Bob Decout, dirigida por Bob Decout.
- 1986 : L'Avare de Molière, dirigida por Roger Planchon.
- 1987 : Première Jeunesse de Christian Giudicelli, dirigida por Jean-Marc Grangier.
- 1988 : Le Roi se meurt de Eugène Ionesco, dirigida por René Dupuy.
- 1991 : Heldenplatz de Thomas Bernhard, dirigida por Jorge Lavelli.
- 1992 : La Famille écarlate de Jean-Loup Dabadie, dirigida por Jacques Échantillon.
- 1993 : Madame Marguerite de Roberto Athayde, dirigida por Valéry Akhadov.
- 1995-1996 : Les Chutes du Zambèze de Daniel Soulier, dirigida por Daniel Soulier y Jean-Christian Grinevald.
- 1997 : Descente aux plaisirs de Jean-Pierre Coffe, dirigida por Pierre Mondy.
- 1998-1999 : Le 6e Ciel de Louis-Michel Colla, dirigida por Jean-Luc Moreau.
- 2001 : Nuit dans les jardins de Espagne (Moulins à paroles) de Alan Bennett, dirigida por Thierry Harcourt.
- 2001-2002 : Madame Marguerite de Roberto Athayde, dirigida por Jean-Luc Moreau.

## Televisión
- 1988 Le vent des moissons
- 1989 Orages d'été

## Premios y distinciones
Festival Internacional de Cine de Venecia
| Año  | Categoría                        | Película                       | Resultado |
| ---- | -------------------------------- | ------------------------------ | --------- |
| 1965 | Copa Volpi a la mejor actriz     | Tres habitaciones en Manhattan | Ganadora  |
| 1965 | Premio New Cinema - Mejor actriz | Tres habitaciones en Manhattan | Ganadora  |

- 1968 - Premio de interpretación en el Festival de Mar del Plata.
- 1975 - Prix du Syndicat de la critique por Madame Marguerite.
- 1977 - Premio David de Donatello por Cours après moi que je t'attrape.
- 1977 - César a la mejor actriz por Docteur Françoise Gailland.
- 1989 - Mejor actriz en los "7 d'or" por Le Vent des moissons.
- 1996 - César a la mejor actriz secundaria por Los miserables.
- 1998 - Prix "reconnaissance des cinéphiles" décerné à Puget-Théniers 06260 par l'Assocation "Souvenance de cinéphiles" por el conjunto de su carrera.
- 2002 - César a la mejor actriz secundaria por La Pianiste.
- 2002 - Molière de la comédienne por Madame Marguerite.
- 2002 - Molière d'honneur a la trayectoria.